# Oxira nebula
Oxira nebula là một loài bướm đêm trong họ Noctuidae.